# Musée d'Art de Nuuk
Le musée d'Art de Nuuk (Nuummi Eqqumiitsulianik Saqqummersitsivik en groenlandais) est un musée groenlandais d'art et d'artisanat situé à Nuuk. Il contient une importante collection de peintures, aquarelles, dessins et graphiques, figures en pierre ollaire, d'ivoire et de bois.

## Histoire
Le musée a été fondé le 22 mai 2005 par l'entrepreneur et collectionneur d'art Sven Junge.
En 2007, une annexe de 230 m2 a été ouverte pour les expositions temporaires.
Le Musée d'Art de Nuuk a été totalement inauguré le 21 juin 2007, jour de la fête nationale du Groenland.